# Gotthard von Hansen
Gotthard Johann von Hansen, auch Johann Gottfried von Hansen (* 10. August 1821 in Reval; † 28. August 1900 ebendort) war ein deutsch-baltischer Historiker und Stadtarchivar von Reval, Russland. Er veröffentlichte auch unter dem Namen G. Sprengfeld.

## Leben

### Herkunft und Familie
Gotthard von Hansen war Sohn des Rentmeisters und Archivars Johann von Hansen und von Anna Dorothea geb. Springfeld. Sein Pseudonym geht auf den Mädchennamen der Mutter zurück.
1847 heiratete er in Reval Henriette Ernestine Bienert.

### Werdegang
Er besuchte ein Gymnasium in St. Petersburg. Ab 1841 studierte er dort Philologie, von 1842 bis 1846 an der Kaiserlichen Universität Dorpat russische Sprache und Literatur.
Von 1848 bis 1854 war er Dozent am Forst- und Meßinstitut in St. Petersburg, von 1854 bis 1885 Oberlehrer am Gouvernements-Gymnasium in Reval und von 1872 bis 1882 Stadtverordneter. 1887 bis Januar 1900 war er Stadtarchivar.
Gottfried von Hansen setzte die Ordnungs- und Erschließungsarbeiten im Stadtarchiv fort und veröffentlichte Inventare sowie Bücher und Aufsätze zur Stadtgeschichte.

## Schriften (Auswahl)
Bibliografie
- Carola L. Gottzmann, Petra Hörner: Lexikon der deutschsprachigen Literatur des Baltikums und St. Petersburgs. De Gruyter, Berlin 2007, ISBN 978-3-11-019338-1, S. 538 f.

Monografien
- Die Kirchen und ehemaligen Klöster Revals, Reval 1873, Nachdruck der 3. Auflage Hannover-Döhren 1973
- Meine Vaterstadt Reval vor 50 Jahren, Dorpat 1877, Faksimile Tallinn 1992
- Die Codices manuscripti und gedruckte Bücher in der Revaler Stadtbibliothek, Reval 1893

als Herausgeber
- Die Sammlungen inländischer Alterthümer und anderer auf die baltischen Provinzen bezüglichen Gegenstände des Estländischen Provinzial-Museums, Reval 1875
- Geschichtsblätter des Revalschen Gouvernements-Gymnasiums, Reval 1881
- Alte russische Urkunden, die im Revaler Stadtarchiv aufbewahrt werden, Reval 1890
- Katalog des Revaler Stadtarchivs, Reval 1896, 2. umgearbeitete und vermehrte Auflage in 4 Bänden Tallinn 1924–1926